# Alena Matějka
Alena Matějka M.A., Ph.D., rozená Alena Matějková (* 26. ledna, 1966, Jindřichův Hradec) je česká sochařka, výtvarnice a návrhářka známá především svými sochami a instalacemi z kamene a skla. Matějka vystudovala Vysokou školu umělecko-průmyslovou v Praze. Vystavovala v České republice a v různých zemích Evropy, ale také v USA, Číně či Japonsku. Kromě toho spolupracuje na různých mezinárodních projektech a sympoziích zaměřených na sochařství a umění ve veřejném prostoru. Se svým manželem, sochařem Larsem Widenfalkem, žije střídavě v České republice a ve Švédsku .

## Vzdělání
Vzdělávala se v duchu české sklářské tradice a v období 1981–1985 studovala na Střední umělecko-průmyslové škole sklářské v Kamenickém Šenově. V letech 1989–1997 byla studentkou profesora Kopeckého v ateliéru skla na Vysoké škole umělecko-průmyslové v Praze. V roce 1995 pobývala na dvouměsíční studijní stáži na Glasgow School of Art, obor keramika a porcelán. V období 2000–2005 absolvovala postgraduální studium na pražské Vysoké škole umělecko-průmyslové.

## Dílo
Vytváří skulptury z kamene, mramoru, skla i z ledu. Od malých děl plovoucích po vodě k rozsáhlým instalacím (například ve vyšehradských kasematech).
Používá motivy dveří, fragmenty zdí, svícnů, královských korun, lodí, květin, osob a další. Nachází inspiraci v historických ornamentech, v mýtech a příbězích a ve svých představách. Její výtvory jsou často o světle.

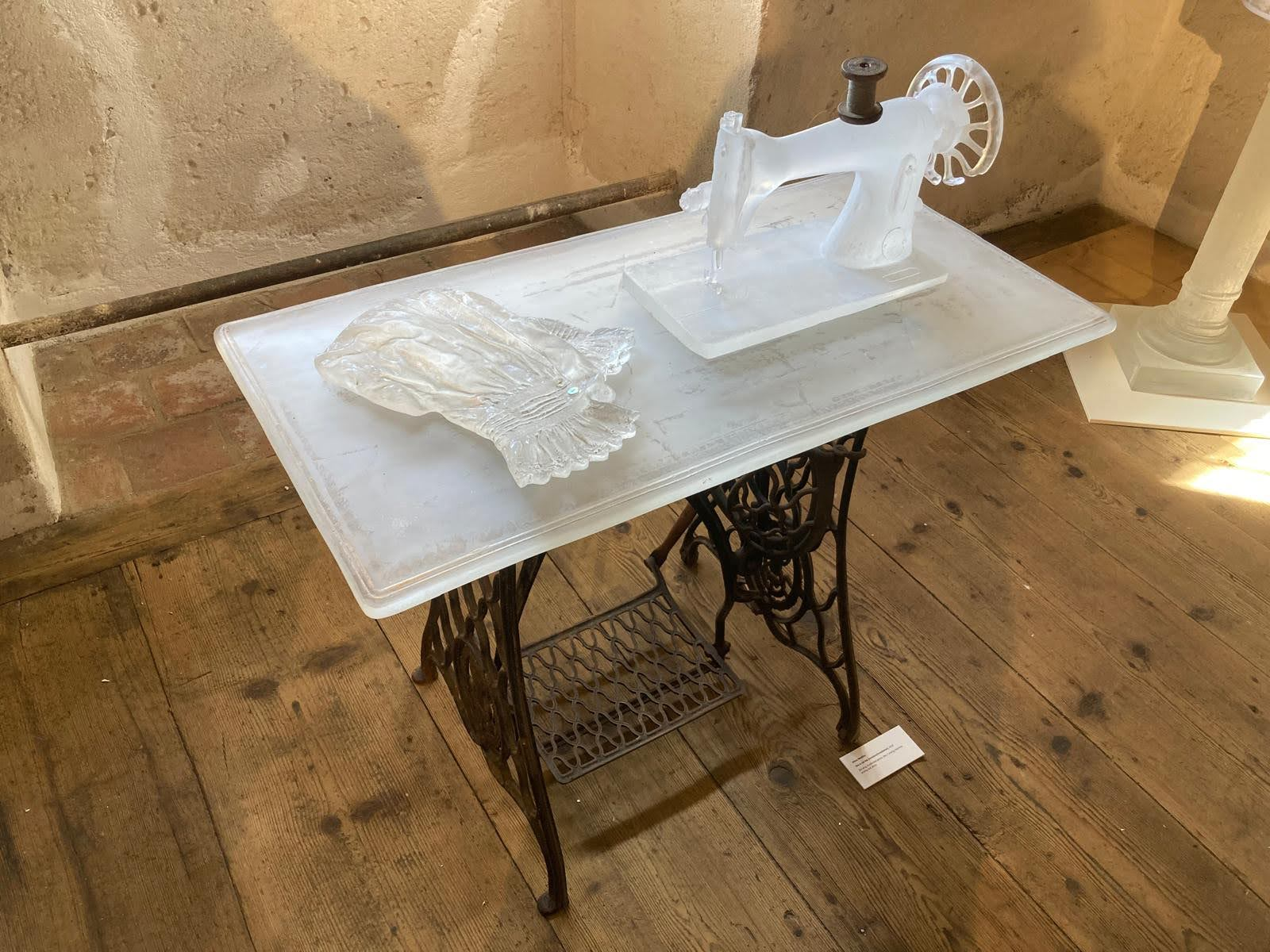
Alena Matějka: She is not me

Během pobytu ve Skotsku v roce 1995 se zajímala o výzdobu prehistorických hrobek a navštěvovala místa dávného osídlení. Později vytvořila sérii skleněných kotlíků inspirovanou dojmy z této cesty.
Mezi známá díla patří Klesám, tedy jsem, 2007, vana, vyrobená z jednoho bloku švédské červené žuly. Název je parafrází na Descartesovo Myslím, tedy jsem. Práce trvala dva roky a dílo může být interpretováno několika způsoby.
Za svá díla obdržela ocenění v Muranu, Itálie (1996) a Ebeltoftu, Dánsko (1997).
Zapojuje se do třírozměrných projektů, často se svým manželem Larsem Widenfalkem. Lars je sochař pracující převážně s kamenem. Mezi její práce patří například Artlantis, Bed of Roses nebo Magic Carpet, který je sestaven z těžkých skleněných závěsů.  

## Zastoupení ve sbírkách:

### Muzea
Zdroj osobní stránky umělkyně

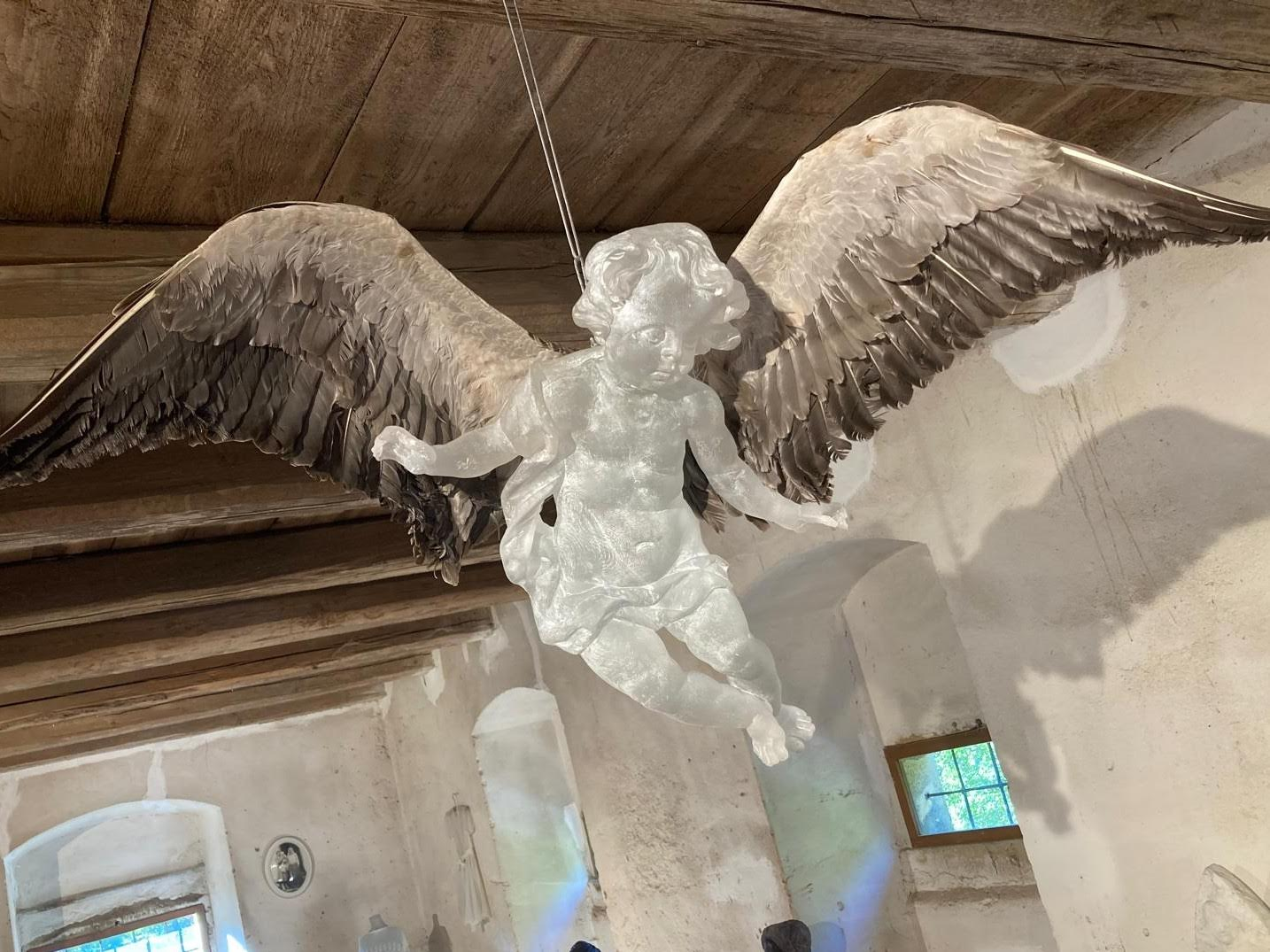
Alena Matějka: Mezi nebem a zemí

- Uměleckoprůmyslové Muzeum, Praha
- Uměleckoprůmyslové Muzeum, zámek v Kamenici nad Lipou
- Východočeské muzeum, Pardubice
- Horácká galerie, Nové Město na Moravě
- Glasmuseum Lette, Ernstimg Foundation, Coesfeld, Německo
- Landesmuseum, Kassel, Německo
- Municipal Museum, Langenfeld, Německo
- Glas Museet, Ebeltoft, Dánsko
- Collection of Glass, City Council Toyama, Japonsko
- Museum of Modern Art, Taipei, Taiwan

## Ocenění
Zdroj osobní stránky umělkyně
- 1996 – První místo na výstavě uměleckých škol Venezia Aperto Vetro96, Museo Vetrario, Murano, Benátky, Itálie
- 1997 – Cena Michaela Banga, první místo Young glass, Glass Museum, Ebeltoft, Dánsko
- 2000 – Výroční cena Františka Wolfa Českého fondu výtvarných umění
- 2005  – Ocenění za důstojnou reprezentaci České republiky na Světové výstavě EXPO 2005 v Aichi.
- 2014  – Special Jury Award, Coburg Prize for Contemporary Glass

## Publikace
- Matějková, Alena, Hájek, Jiří, Hájek, Milan: Preparation of Glass for Sculpture Casting using Microwave Energy, 14th Conference on Electric and Other Highly Efficient Methods of Glass Melting, České Budějovice, září 2007

## Katalogy a výstavy
- Talente'96/ Ein internationaler Wettberwerb für Nachwuchskräfte im Handwerk, katalog, Mnichov, 1996
- School of Professor Vladimír Kopecký, Suda, Kristian a kolektiv autorů.: Katalog pro výstavu Four Glass Schools, Schalkwijk, Nizozemsko, 1996
- Czech & British Contemporary Glass Sculpture, The Studio Glass Gallery, Londýn, Spojené království, 1998
- Serenade of the Seas, The Art Collection, Norsko, 1999
- Big kiln is a sure-fire success, Sunderland Echo, 7.2.2004, 2
- Global Art Glass Triennial, Borgholm Slottet, Švédsko, (ISBN 91-631-7192-9)
- Vessels, The International Exhibition of Glass, Koganezaki Crystal Park, Japonsko, 2000
- Både is och ros för Luleå, Viklund, Conny: Švédsko, NSD, 4.3.2002, 18-19
- Glass Sculpture, Robinson, Michael: Catalog for exhibition Auction of Contemporary Czech and Slovak Glass Sculptures, 1996
- České sklo od renesance po současnost, Hlaveš, Milan: katalog a výstava, Uměleckoprůmyslové museum, Praha, 2003 (ISBN 80-7101-049-9)
- Vyšehrad Lughnasadh '98, katalog a výstava, Praha, 1998
- Boulevard des Sculptures 2004, Kijkduin, Holandsko, 2004, katalog a výstava
- Czech Contemporary Glass, Expo 2005 Aichi Japonsko, 2004, katalog a výstava
- Czech Mania – Young Czech Designers, organised by Czech Centre London, 2003, katalog a výstava
- Mezinárodní sochařské sympozium Písek, Englichová, Věra: Catalogue, Písek, 2002
- Kopeckého škola 2003, Hlaveš, Milan: katalog a výstava
- Kopeckého škola, Sogetsu Hall, katalog a výstava, Tokio, Japonsko 1999
- Bridge for Peace, Markman, Goldman, Michal: Toronto, Ontario, Kanada, 2007, katalog a výstava
- Mezinárodní sympozium rytého skla, katalog a výstava, Kamenický Šenov 1999
- Seeberg Lughnasadh 2002, katalog a výstava, 2002
- Skulptur 2003, Aker Brygge, Norsko, 2003, katalog a výstava
- Skulptur 2005, Aker Brygge, Norsko, 2005, katalog a výstava
- Verres & Papierss, L'art des verriers et des graveurs tchèques contemporains, Liége, Belgie 1997, katalog a výstava
- Vetri. Nell mondo. Oggi. Edited by Rosa Barovier Mentasti, Instituto Veneto di Scienze, Lettere ed Arti, Benátky, Itálie, katalog a výstava